# Ballon d’Or 1999
Der 44. Ballon d’Or (französisch für Goldener Ball) der Zeitschrift France Football zeichnete am 21. Dezember 1999 Rivaldo vom FC Barcelona als „Europas Fußballer des Jahres“ aus. Er war nach Ronaldo (1997) der zweite Brasilianer, der den Ballon d’Or gewann. Der Preis, der sich 1995 allen Spielern europäischer Vereine geöffnet hatte, wurde von einer Jury mit Sportjournalisten aus den 51 Mitgliedsverbänden der UEFA verliehen.

## Ergebnis
01.  Rivaldo  (FC Barcelona), 219 Punkte

02.  David Beckham  (Manchester United), 154 Punkte

03.  Andrij Schewtschenko (Dynamo Kiew/AC Mailand), 64 Punkte

04.  Gabriel Batistuta  (AC Florenz), 48 Punkte

05.  Luís Figo (FC Barcelona), 38 Punkte

06.  Roy Keane (Manchester United), 36 Punkte

07.  Christian Vieri (Lazio Rom/Inter Mailand), 33 Punkte

08.  Juan Sebastián Verón (AC Parma/Lazio Rom), 30 Punkte

09.  Raúl (Real Madrid), 27 Punkte

10.  Lothar Matthäus  (FC Bayern München), 16 Punkte

11.  Dwight Yorke (Manchester United), 14 Punkte

12.  Jaap Stam (Manchester United), 13 Punkte

13.  Siniša Mihajlović (Lazio Rom), 12 Punkte

14.  Zlatko Zahovič (FC Porto/Olympiakos Piräus), 9 Punkte

15.  Pavel Nedvěd (Lazio Rom), 8 Punkte

16.  Mário Jardel (FC Porto), 7 Punkte

17.  Peter Schmeichel (Manchester United/Sporting Lissabon), 6 Punkte

18.  Stefan Effenberg (FC Bayern München), 5 Punkte

19.  Oliver Bierhoff (AC Mailand), je 4 Punkte

000 Zinédine Zidane  (Juventus Turin)

21.  Mario Basler (FC Bayern München/1. FC Kaiserslautern), je 3 Punkte

000 Ryan Giggs (Manchester United)

23.  Hernán Crespo (AC Parma), je 2 Punkte

000 Nwankwo Kanu (Inter Mailand/FC Arsenal)

000 Ronaldo  (Inter Mailand)

26.  Andrew Cole (Manchester United), je 1 Punkt

000 Edgar Davids (Juventus Turin)

000 David Ginola (Tottenham Hotspur)

000 Claudio López (FC Valencia)

000 Roberto Carlos (Real Madrid)

000 Marcelo Salas (Lazio Rom)
Außerdem nominiert waren: Fabien Barthez, Dennis Bergkamp, Laurent Blanc, Frank de Boer, Gianluigi Buffon, Marcel Desailly, Giovane Élber, Pep Guardiola, Filippo Inzaghi, Patrick Kluivert, Paolo Maldini, Fernando Morientes, Hidetoshi Nakata, Emmanuel Petit, Gustavo Poyet, Oleksandr Schowkowskyj, Lilian Thuram, Sylvain Wiltord und Gianfranco Zola